# Peggioramenti
Peggioramenti è il quarto album studio del gruppo italiano Casa, pubblicato nel 2010.

## Il disco
È l'ultimo album da studio scritto a quattro mani da Filippo Bordignon e Francesco Spinelli prima dell'uscita di quest'ultimo dal gruppo. Sono stati realizzati i videoclip delle canzoni Non provateci da casa, e Part time, quest'ultimo prodotto da Vittorio Demarin dei Father Murphy. Nel 2023 è stato pubblicato sulla pagina SoundCloud del gruppo un remix del brano Salcedo realizzato nel 2020 da Carlo Casale, cantante dei Frigidaire Tango.

## Tracce
1. Intro – 1:57
2. Non provateci da casa – 3:00
3. No – 5:00
4. Volontè blues – 4:30
5. Part time – 3:24
6. Bimbo bumbo – 4:11
7. Attraverso le stagioni – 2:55
8. Caltrano – 2:50
9. Foza – 2:50
10. Pianezze – 2:60
11. Villaga – 2:60
12. Alonte – 2:55
13. Salcedo – 5:10

## Formazione
- Filippo Bordignon - voce
- Filippo “Fefè” Gianello - basso
- Ivo Tescaro - batteria
- Francesco Spinelli - chitarra

### Ospiti
- Giovanni Dal Sasso - sassofono tenore in Volontè blues e Bimbo bumbo
- Stefano Sguario - chitarra assolo in Part time
- Ian Lawrence Mistrorigo - tastiera in Bimbo bumbo
- Andrea Garbo - chitarra acustica in Attraverso le stagioni
- Giulio Pastorello -  glockenspiel in Attraverso le stagioni
- Pietro Scarso - voce  in Salcedo
- Eleonora Volpato - arpa celtica in Salcedo